# 希羅凱 (斯卡多夫斯克區)
46°11′59″N 32°54′21″E / 46.19972°N 32.90583°E
希羅凯（烏克蘭語：Широке）是位於烏克蘭南部的村莊，由赫爾松州斯卡多夫斯克區的斯卡多夫斯克市鎮負責管轄。該村始建於1929年，面積1.92平方公里，海拔高度16米，2001年人口1,347，人口密度每平方公里701.9人。